# Jan Rezek
Jan Rezek (* 5. Mai 1982 in Teplice) ist ein tschechischer Fußballspieler.

## Vereinskarriere
Jan Rezek begann mit dem Fußballspielen bei Sokol Brezno, 1995 wechselte er nach Chomutov. Zwei Jahre später wurde er vom FK Teplice verpflichtet. Anfang 2002 lieh Teplice den damals 19-jährigen Stürmer zurück nach Chomutov aus. In der 2. Liga schoss Rezek in 13 Spielen vier Tore, woraufhin er zur Saison 2002/03 vom FK Teplice zurückgeholt und in den Erstligakader aufgenommen wurde. In seiner ersten Erstligasaison gelangen dem Angreifer zwei Tore in 23 Partien, wobei er meistens nicht durchspielte. Rezek machte im Herbst 2003 auf sich aufmerksam, als er im UEFA-Cup sowohl gegen den 1. FC Kaiserslautern als auch gegen Feyenoord Rotterdam traf und damit jeweils für das Weiterkommen seiner Mannschaft sorgte. In der Hinrunde der Saison 2003/04 bestritt er 13 Ligaspiele und schoss ein Tor.
Im Januar 2004 wurde er von Sparta Prag verpflichtet. In zehn Spielen für den Hauptstadtklub gelang ihm nur ein Treffer. Im desselben Jahres verletzte sich der Stürmer und schaffte in der Folge nicht mehr den Anschluss an die erste Mannschaft. Die Rückrunde der Saison 2004/05 verbrachte er beim B-Team Spartas in der 2. Liga, wo er in 14 Spielen zwei Tore erzielte.
Bei Sparta Prag mit wenig Perspektive ausgestattet wechselte Rezek im August 2005 zum damaligen russischen Zweitligisten FK Kuban Krasnodar, wo der ehemalige tschechische Nationaltrainer Jozef Chovanec arbeitete. In Krasnodar unterschrieb der Tscheche einen Zweieinhalbjahresvertrag. Als Krasnodar Ende 2005 den anvisierten Aufstieg verfehlte, verließ Chovanec den Verein. Nach drei Monaten Vorbereitung Anfang 2006 verpflichtete Krasnodar am letztmöglichen Transfertag vier Stürmer, in der großen Konkurrenz spielte Rezek nur noch selten.
Im Juni 2006 wechselte er zurück in die Gambrinus-Liga zu Viktoria Pilsen, wo Trainer Michal Bílek besonderes Interesse an ihm gezeigt hatte. In Pilsen spielte Rezek sechs Mal, im Spiel gegen Sigma Olmütz am 10. September 2006 gelangen ihm zwei Treffer. Zwei Wochen zuvor war Coach Bílek zu Sparta Prag gewechselt, nun wollte er auch wieder Rezek bei sich haben, der schon am 18. September 2006 in der Partie gegen seinen ehemaligen Klub FK Teplice als Leihspieler von Sparta Prag auflief. In 31 Spielen für Sparta schoss Rezek drei Tore.
Im Februar 2008 wechselte Rezek bis Saisonende auf Leihbasis zu Bohemians 1905. Anfang Juli 2008 wechselte der Angreifer zu seinem ehemaligen Klub Viktoria Pilsen. Ab Juli 2011 spielte er zwei Saisons für Anorthosis Famagusta FC auf Zypern.

## Nationalmannschaft
Jan Rezek spielte zwei Mal für die tschechische U21-Nationalmannschaft. Sein Debüt gab er am 29. April 2003 beim 1:1 in der Türkei, er spielte 37 Minuten. Beim 2:1 gegen die Schweiz in Basel am 15. November 2003 wurde er in der 89. Minute für Václav Svěrkoš eingewechselt.